# Stripped (álbum de Christina Aguilera)
Stripped es el cuarto álbum de estudio de la cantante estadounidense Christina Aguilera, lanzado el 22 de octubre de 2002 por el sello discográfico RCA Records. El disco representa la transición del estilo teen pop de su álbum debut homónimo hacia un enfoque más urbano y maduro. En él, la intérprete tomó el control creativo, tanto musical como de imagen. Musicalmente, Stripped está compuesto por los géneros de pop y R&B, además de poseer influencias y elementos de soul, hip hop, rock y música latina. Asimismo, Aguilera compuso la mayoría de las canciones del álbum, con ayuda de Scott Storch, Matt Morris y Linda Perry, entre otros colaboradores. Por otra parte, el contenido lírico de las canciones abarca varios temas como el respeto personal, el feminismo y el sexo. De acuerdo con la artista, Stripped era el comienzo de ser «real» en sus trabajos futuros. Fue su grabación más personal, para la cual adoptó el alter ego de «Xtina».
De acuerdo con Metacritic, el álbum recibió reseñas variadas y acumuló un total de 55 puntos sobre 100 con base en los comentarios recopilados de 14 críticos profesionales. Varios de ellos elogiaron la voz de la intérprete y su parte artística, pero algunos comentaron negativamente sobre el rumbo que tomó, tanto de imagen como de sonido. Comercialmente tuvo un buen rendimiento en listas musicales de distintos países, entre los cuales destacan Alemania, Australia, Austria, Canadá, Dinamarca, los Estados Unidos, Irlanda, Nueva Zelanda, el Reino Unido, Suiza, entre otros, permaneciendo más de un año en sus respectivos listados. Gracias a sus ventas, el disco fue galardonado con discos de oro y de platino en más de diez países. Con base en los informes de la IFPI, Stripped logró aparecer dentro de los discos más vendidos del año mundialmente en 2002 y 2003, y para 2015 había vendido más de 13 millones de copias en todo el mundo.
Como parte de la promoción del disco, la discográfica publicó cinco sencillos oficiales: «Dirrty» junto a Redman, «Beautiful», «Fighter», «Can't Hold Us Down» en colaboración con Lil' Kim y «The Voice Within» entre los años 2002 y 2003. Los dos primeros tuvieron una gran recepción comercial en Europa, reflejado en su ingreso a las diez primeras posiciones de conteos musicales de numerosos países. Asimismo, «Beautiful» se convirtió en el sencillo del disco mejor posicionado en los Estados Unidos, al ocupar la segunda posición en la lista Billboard Hot 100, correspondiente a dicho lugar. Tanto los sencillos como el álbum en general recibieron distintas nominaciones y galardones, de los cuales destacan cinco a los premios Grammy, dos en los MTV Europe Music Awards, y siete en los MTV Video Music Awards, entre otros. Aguilera también recibió premios y nominaciones gracias a Stripped en varias ceremonias, como los Billboard Music Awards, GLAAD Media Awards, premios Brit, premios MTV Asia, entre otros. El álbum ha sido fuente de inspiración para varios artistas que han decidido tomar el control de sus propias carreras, sin mencionar que sus sencillos han sido mencionados en diversas listas organizadas para destacar distintos temas, desde los más inspiradores a los más controvertidos.

## Antecedentes y grabación

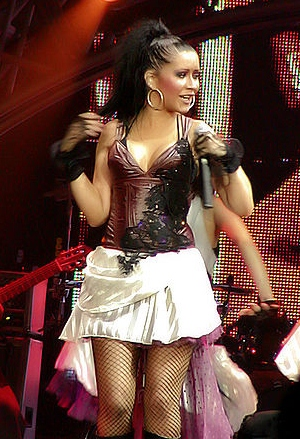
Aguilera quería crear un álbum que reflejara quien ella es en verdad.

Luego del lanzamiento de su álbum debut Christina Aguilera en 1999, la intérprete cosechó gran éxito con sencillos como «Genie in a Bottle» y «What a Girl Wants»; en adición a lo anterior, participó en la versión de la canción «Lady Marmalade» del grupo LaBelle para la película de 2001, Moulin Rouge! con la colaboración de P!nk, Mýa y Lil' Kim, la cual ganó un premio Grammy en su cuadragésima cuarta edición en la categoría de mejor colaboración vocal de pop. Sin embargo, la cantante consideró que ser parte de un «fenómeno emergente [de la música]», traía consigo distintas opiniones de diversas personas que le decían qué hacer, cómo vestir y otras normas sociales que debía «obedecer» un típico cantante pop, por lo que ella consideró era «aburrido y superficial», al no mostrarse por quien realmente es. De igual forma, Aguilera también afirmó que «tener una imagen conservadora es muy aburrido. Cuando "Lady Marmalade" salió [al mercado], muchos ejecutivos opinaron que no debía hacer eso, ser demasiado urbana [...] Si les gusto o no, esa soy yo». Por otra parte, la creación de Stripped surgió como objetivo de la intérprete de dejar su antigua imagen y sonido para mostrarse «real»; además, lo describió como «su bebé» y aseguró que el disco fue «una grabación verdaderamente experimental y una representación honesta de mí. No me importa si vendo una o un millón de copias, solo quiero ser real».
De acuerdo con MTV News, Aguilera comenzó a grabar Stripped en septiembre de 2001, en estudios de Los Ángeles y Nueva York y, en múltiples ocasiones, la cantante declaró que deseaba tomarse un tiempo prolongado entre el lanzamiento de un álbum con otro, señalando que no iba a publicar nuevo material cada año como lo estaban haciendo sus colegas. Asimismo, ella expresó que la grabación tomó más tiempo de lo que pensaba, debido a muchos acontecimientos que le sucedieron, como su primera gran ruptura con su entonces novio y bailarín Jorge Santos; también dijo que quería experimentar con su voz, por lo que realizó varios ejercicios vocales para ello, aunque deseaba destacar más la letra de las canciones por tener un contenido tan personal y profundo que lo que ella podía lograr técnicamente con su voz.
El productor que más crédito obtuvo por su participación fue Scott Storch, quien, de acuerdo con la revista Entertainment Weekly, «hizo que algunas canciones del material discográfico sonaran de forma genial»; también apareció la productora Linda Perry como una de las colaboradoras principales. Cuando Perry y Aguilera se reunieron en los estudios de grabación, esta última le comentó que quería escucharla cantar, por lo que Perry entonó un proyecto que tenía llamado «Beautiful», que a su vez, lo interpretó Aguilera y se incluyó en el disco; más adelante, la cantante concluyó que nunca pensó hacer un sencillo como «Beautiful». Al respecto de la relación con Perry, Aguilera habló con MTV y dijo que ella le enseñó «a descargar toda la frustración que a veces siento, de igual forma aprendí a calmar mi estrés, gritando y aceptando mis errores», agregando que «me enseñó que todas las imperfecciones son buenas y deben mantenerse, porque vienen directamente del corazón. De ese modo, las cosas salen más creíbles y tienes la valentía de salir al mundo real». Otro de los productores, Glen Ballard, quien trabajó con Aguilera en «The Voice Within», se refirió en una entrevista sobre trabajar con la cantante, comentando: «Pienso que es una maravillosa compositora. Ya sabíamos que es una excelente cantante, pero creo que es bueno agregar esto, realmente es una compositora increíble». Por otra parte, la cantante de R&B Alicia Keys también participó en el disco en la pista «Impossible» en su composición y producción y, respecto a esta colaboración, MTV reportó que las artistas llevaban mucho tiempo esperando un trabajo en conjunto, pero Keys decidió hacer una reunión y allí se tomó la decisión final de la colaboración, para la cual se necesitaron tres sesiones de grabación para producirla, concluyendo el trabajo en los estudios Electric Lady de Nueva York.

## Composición

### Estilo musical

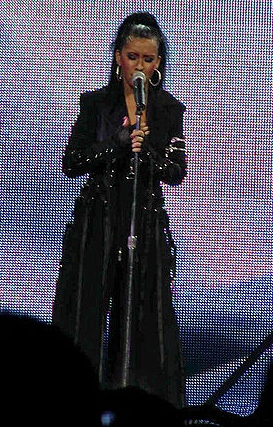
Aguilera cantando «The Voice Within» en su gira Stripped World Tour.

Musicalmente, Stripped abarca como principales géneros el pop y el R&B, aunque también presenta elementos de soul, hip hop, rock, metal, góspel y música latina. El álbum se caracteriza por tener varias canciones que están compuestas en un compás de 4/4 y en la tonalidad de sol mayor. Los ejemplos más notables son «Make Over», «Walk Away» y «The Voice Within». Otras canciones, como «Infatuation», «Loving Me 4 Me» y «Dirrty», están compuestas en la tonalidad de sol menor; mientras que otros temas como «Underappreciated», «Keep On Singin' My Song» y «Get Mine, Get Yours», manejan tonalidades diferentes como fa mayor, la mayor y mi mayor. Los instrumentos que sobresalen en la melodía del disco son el bajo, el teclado electrónico, la guitarra, el violín y la viola. Por otro lado, varios críticos calificaron el nuevo estilo musical de la artista como «falta de concentración musical», aunque Aguilera expresó su gusto con el trabajo de composición que realizó Linda Perry en el segundo álbum de estudio de la cantante P!nk, M!ssundaztood (2001), el cual declaró que tomó como inspiración.

### Contenido lírico
Las canciones de Stripped abarcan diversos temas, entre ellos problemas familiares, la maduración de la cantante, el respeto personal, el feminismo y el sexo. Asimismo, la artista expresó que quería que su nuevo material mostrara quién es realmente. El álbum comienza con «Stripped (Intro)», una canción introductoria a todo el material, escrita por Freddy Briggs, con ritmo futurista en el comienzo y una recopilación de fragmentos acerca de declaraciones de Fred Durst, titulares de Total Request Live y la rivalidad con Britney Spears, en donde además refleja que lamenta no ser lo que la gente esperaba de ella. El disco continua con «Can't Hold Us Down», pista en colaboración con la rapera Lil' Kim que trata del feminismo, la hipocresía sexual y la doble moral, siendo referida como respuesta a comentarios de Fred Durst y Eminem; compuesta por Aguilera, Matt Morris y Scott Storch y producida por este último, contiene los géneros de R&B, hip hop y elementos de dancehall al final de la pista. La tercera canción es «Walk Away», una balada pop con estilos de pop rock que cuenta con la composición y producción de las mismas personas de la pista anterior, y reflexiona sobre las decisiones acerca de «saber que algo anda mal y no hacer nada al respecto». Luego sigue «Fighter», una canción de géneros rock y R&B con estilos de arena rock, la cual Aguilera junto con Storch la escribieron y este último la produjo. Con la participación del guitarrista Dave Navarro e inspirada en el enfoque tomado en «November Rain» de Guns N' Roses, trata acerca de no dejarse atormentar sobre la negatividad que otras personas pongan en uno mismo y buscar la fuerza personal. Respecto al significado del disco, expresó:

«Lo llamé Stripped porque quería despojar las piezas de mi primer álbum que no sentía que era yo. Estaba buscando la verdad, todos podemos mirar a nuestro pasado, infancia y vida familiar y es fácil ser una víctima. Yo quería que mis canciones tuvieran mensajes de empoderamiento, especialmente a las mujeres, para que pudieran sentirse fuertes y hablar por sí mismas [...] Fue muy liberador, trato de escribir letras y [hacer] música con la que la gente pueda relacionarse. Trato de comunicar ideas y pensamientos universales que ayude [a las personas] de pasar el día o el año un poco mejor».

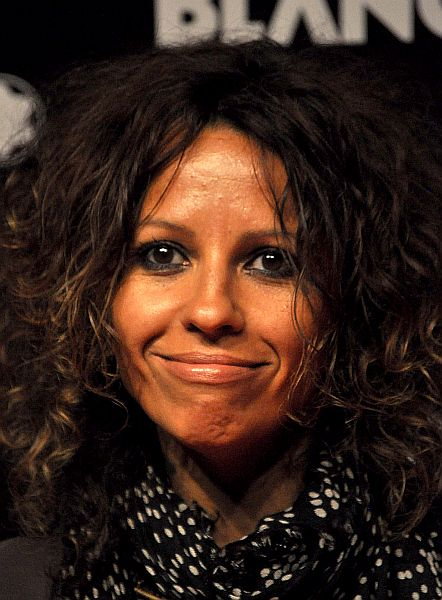
Linda Perry influyó mucho en el desarrollo de Stripped.

El álbum prosigue con el interludio «Primer amor», con una duración de menos de un minuto hablada en español por la intérprete que sirve de explicación a la pista número seis, «Infatuation», con influencias de la música latina que relata la historia de enamorarse por primera vez de un puertorriqueño. Continúa con otro interludio titulado «Loves Embrace», que da la entrada a la octava pista del álbum «Loving Me 4 Me», una balada clásica de R&B. La balada de piano «Impossible» la compuso y produjo la cantante Alicia Keys, quien también apoyó en los coros y su letra trata de lo imposible que es amar a alguien que lo vuelve complicado. La décima canción es «Underappreciated», que similar a «Infatuation», trata de Jorge Santos, pero desde la perspectiva de la ruptura. Prosigue el disco con la balada pop «Beautiful», escrita y producida por Linda Perry, en donde la letra expresa las situaciones que afrontan las personas por su inseguridad de apariencia y promueve el sentimiento de seguridad y confianza con la belleza que todas las personas poseen. La decimosegunda canción es «Make Over», que cuenta con fuerte influencia del garage rock y compuesta por Perry y la intérprete y producida por la primera. Sin embargo, la cantante recibió una demanda por utilizar el sample de la canción «Overload» de la banda británica Sugababes, por lo cual tiempo después, la Sociedad Americana de Compositores, Autores y Publicadores (ASCAP) decidiera incluir a los autores de «Overload» en los créditos de escritura de la pista de Aguilera.
Los dos temas siguientes son «Cruz» y «Soar», los cuales compuso Aguilera en compañía de Perry en el primero, con influencias del rock y la ayuda de Rob Hoffman y Heather Holley para el segundo. Las dos pistas siguientes, «Get Mine, Get Yours» y «Dirrty» con Redman, tratan acerca de insinuaciones a relaciones sexuales. Ambas las escribió la intérprete, en donde la primera lo hizo junto a Steve Morales, Balewa Muhammad y David Siegel, mientras que en la segunda colaboraron Muhammad, Dana Stinson, Redman y Jasper Cameron, siendo esta canción inspirada en el sencillo del rapero colaborador, «Let's Get Dirty (I Can't Get in da Club)» (2001). El álbum continúa con otro interludio titulado «Stripped Pt. 2», compuesto por Briggs, en donde, al igual que la intro, Aguilera se disculpa por no ser quien esperan que sea, siendo un poco más cómica. Por consiguiente, le sigue la decimoctava pista, «The Voice Within», compuesta por Aguilera y Glen Ballard que trata acerca de la confianza en sí mismo. La siguiente canción, titulada «I'm Ok», es una balada que habla sobre los desastres emocionales de la cantante en su infancia, en donde menciona frases de su padre y los recuerdos del pánico que sentía en aquelllos años con él y, como ella misma declaró, grabó la canción para «ayudarme en el proceso de recuperación emocional y darle una voz de aliento a las personas que están en la misma situación». La última pista, «Keep on Singin' My Song», incorpora elementos del drum and bass y coros de góspel.

## Promoción

### Sencillos

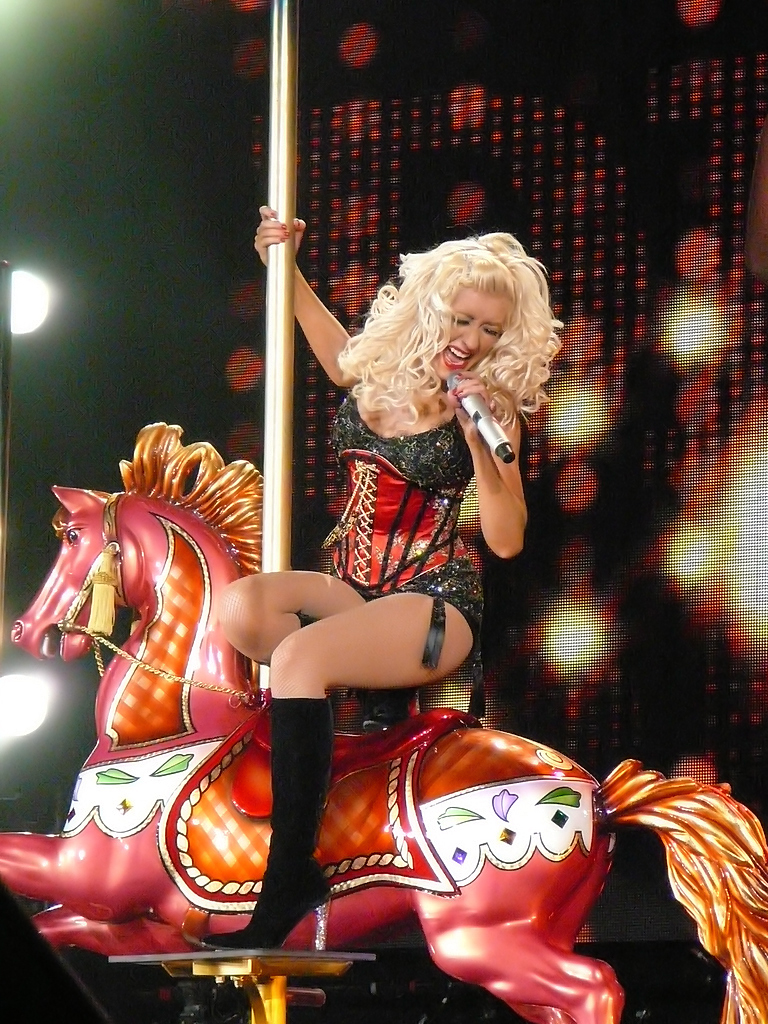
Aguilera interpretando el primer sencillo del álbum en su gira Back to Basics Tour (2006-2007).

El primer sencillo de Stripped, «Dirrty» en colaboración del rapero Redman, fue lanzado el 14 de septiembre de 2002. Aguilera escogió esta canción como el primer sencillo del disco, ya que era «sucia» y perfecta para mostrar al público su nueva imagen y nuevo rumbo, para lo cual cultivó una apariencia más oscura, una sexualidad más explícita, realizó fotografías al desnudo y adquirió el alter ego de «Xtina». Uno de los productores, Rockwilder, con quien ya había trabajado antes en el proyecto de «Lady Marmalade», estuvo involucrado principalmente en la creación de esta canción, acorde con las ideas de la artista de querer dar su regreso en la música. Su respectivo vídeo musical, dirigido por David LaChapelle, muestra un alto contenido sexual, peleas en un cuadrilátero de boxeo, movimientos seductores y bailarines con poca ropa. Tanto la canción como el vídeo recibieron fuertes críticas, siendo comparados con «I'm a Slave 4 U» de Britney Spears, debido a su similitud en el cambio de imagen hacia un rumbo más sexual, aunque la elección de ser primer sencillo la catalogaron como «errónea». Comercialmente, llegó a la posición número cuarenta y ocho de la lista Billboard Hot 100 de los Estados Unidos, siendo su más bajo posicionamiento de todo los demás sencillos del álbum en ese país; en Canadá alcanzó el lugar número cinco. Sin embargo, en Europa recibió un mayor éxito comercial, ingresando en el top cinco de las listas musicales de países como Alemania, Austria, Bélgica, Dinamarca, Irlanda, Noruega, el Reino Unido, Suiza, entre otros, además de recibir certificaciones de oro y platino en varios de estos. Para noviembre de 2017, había vendido más de 493 000 copias en el Reino Unido, convirtiéndolo en el sencillo de Stripped más vendido en dicho país.
La discográfica lanzó «Beautiful» como el siguiente sencillo el 16 de noviembre de 2002 en las radioemisoras de los Estados Unidos, debido al rendimiento comercial que obtuvo su predecesor. Su inclusión en el disco no estaba prevista, hasta que su compositora Linda Perry la interpretara y Aguilera decidiera que quería esta canción, ya que era ideal para «romper el hielo», mientras que Perry jamás pensó que ella quisiera grabarla, por lo que accedió a dársela por la emoción que Aguilera le ponía en su voz. Por otra parte, su vídeo musical lo dirigió Jonas Åkerlund y muestra distintos tipos de personas que intentan descubrir su belleza interior, entre ellos una pareja homosexual y un transgénero, lo que generó un mensaje de autoestima y empoderamiento hacia las personas que se sienten inseguras de sí mismas. Entre tanto, recibió críticas positivas debido a su letra, su voz y su elección como sencillo, siendo admirado y reconocido como la verdadera canción que expresa el significado del álbum. «Beautiful» obtuvo un buen recibimiento comercial, en vista de que alcanzó el segundo puesto en el Billboard Hot 100 de los Estados Unidos y el primero en Canadá, siendo su mejor rendimiento en estos países que cualquier otro sencillo del álbum. Asimismo, en Europa y Oceanía también contó con éxito comercial, logrando entrar al top diez en Australia, Alemania, Dinamarca, Escocia, Irlanda, Nueva Zelanda, el Reino Unido, Suecia, entre otros. Del mismo modo, recibió certificaciones en algunos de ellos y ha comercializado más de 1,5 millones de copias digitales en el territorio estadounidense hasta septiembre de 2014, lo que la convierte en la más vendida del álbum en este lugar.
«Fighter» fue escogido como el tercer sencillo de Stripped y publicado oficialmente el 13 de marzo de 2003. Aguilera expresó que le ha gustado escribir canciones que demuestren e inspiren a las mujeres a ser fuertes y luchadoras. El vídeo musical, dirigido por Floria Sigismondi, representa las etapas de transformación que atraviesan las personas para ser fuertes y encontrar el lugar de empoderamiento; con temática gótica y oscura, la artista no se preocupó por cómo luciese en el clip sino por lo que quería transmitir. Diversos críticos alabaron la letra y el mensaje que contiene la pista, mientras que su rendimiento en listas musicales no se asemejó al que sus predecesores lograron aunque tuvo un éxito moderado, ya que en Canadá alcanzó la tercera posición y en los Estados Unidos, al igual que en países como Australia, Alemania, Nueva Zelanda, los Países Bajos, el Reino Unido, Suecia y Suiza, entre otros más, logró ingresar a los primeros veinte lugares de sus respectivos conteos musicales.
Los dos siguientes sencillos, «Can't Hold Us Down» junto a Lil' Kim y «The Voice Within» fueron publicados en el 2003. El primero con un mensaje de feminismo y acerca de la doble moral que existe en la sociedad frente el hombre con la mujer, y el otro que trata del autorespeto, tuvieron sus respectivos vídeos musicales dirigidos por LaChapelle, quien trabajó con la artista en «Dirrty», en donde representa el mensaje de igualdad social y de género en el primero mediante una discordia entre hombres y mujeres en la caracterización de la ciudad de Nueva York en la década de los 80, y el otro con un formato a blanco y negro y grabado en una sola toma en el cual solo aparece la cantante. Recibieron desde críticas variadas a positivas, mientras que alcanzaron altas posiciones en listas musicales de países europeos como en Alemania, Dinamarca, los Países Bajos, el Reino Unido, Suiza, entre otros. Por otra parte, la canción «Walk Away», sin ser sencillo, logró aparecer en el listado semanal Tracklisten Top 40 Singles de Dinamarca en el año 2008, en la posición número treinta y cinco, siendo la primera vez que una canción del álbum sin promoción figura en alguna lista oficial de algún país. De igual manera, la discográfica lanzó la pista «Infatuation» como sencillo promocional en formato de CD únicamente en España, junto con la canción «Dame lo que yo te doy» —versión en español de «Get Mine, Get Yours»— como lado B.

### Giras musicales

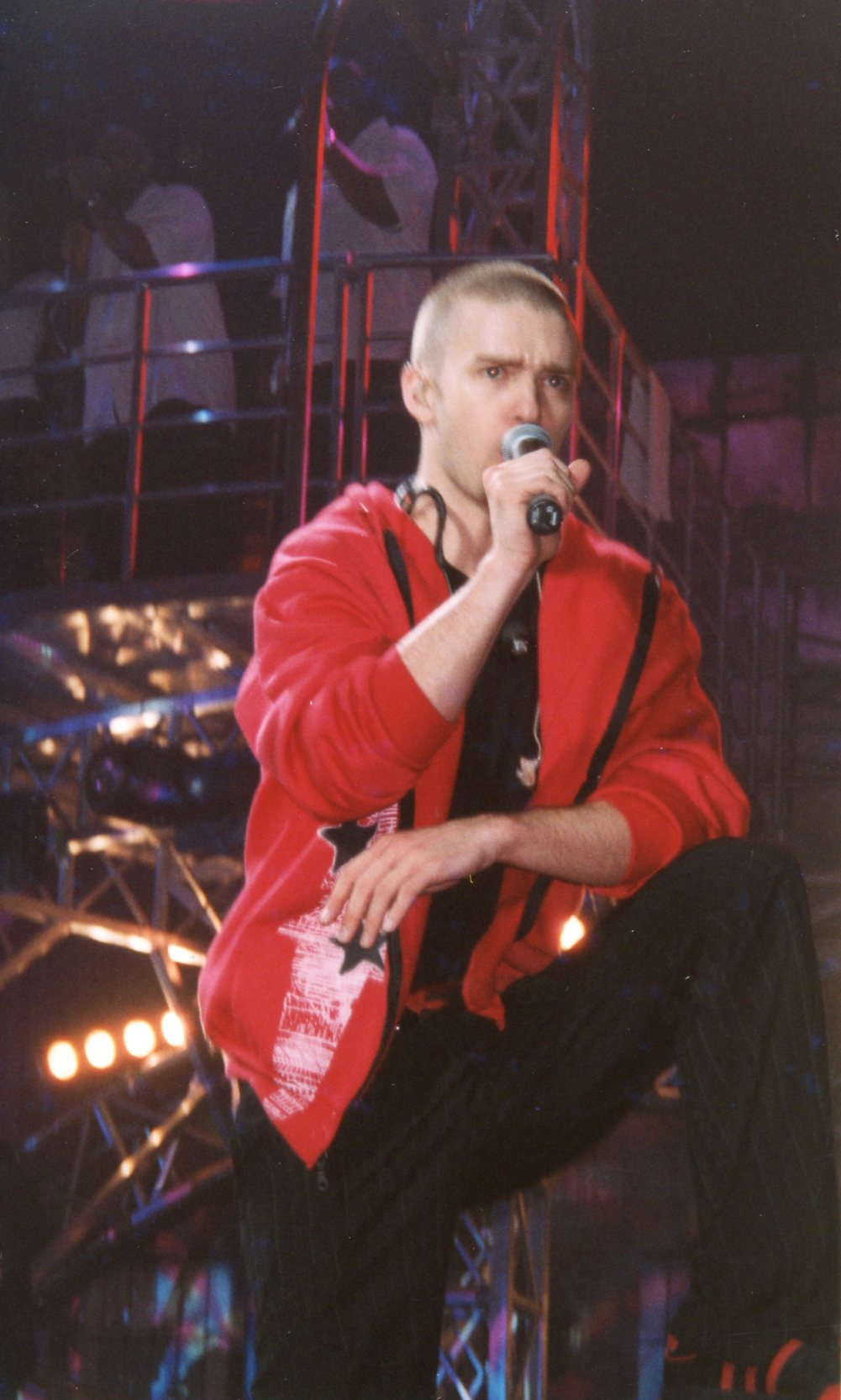
Aguilera realizó una gira en 2003, en compañía de Justin Timberlake para promover sus respectivos discos en ese entonces.

Aguilera también promocionó el álbum con la gira de verano de 2003 en Norteamérica, junto al cantante estadounidense Justin Timberlake, titulada Justified and Stripped Tour. Timberlake habló acerca de trabajar con Aguilera en la gira, expresando que «ella tiene una de las voces más sorprendentes que he escuchado. Ella puede liberar una canción como "Dirrty" y obtener la atención de todo el mundo, y luego lanzar una canción como "Beautiful" y decir "mira, esto es por lo que estoy aquí". Esa es la Christina que yo conocí en el programa de televisión que hicimos [The New Mickey Mouse Club], y esa es la Christina que será alrededor de 10 años a partir de ahora». Además, una de las razones por las que el cantante decidió salir de gira con ella es por la suficiente confianza en sus habilidades como cantante e intérprete de no preocuparse por ser eclipsado. Varias de las fechas programadas fueron canceladas y algunas aplazadas, debido a fallas técnicas y colapso de rejillas de iluminación. Además, con motivo de promover de la gira, un extended play fue publicado en las tiendas de Target con el nombre de Justin & Christina, el cual incluye dos remezclas de cada intérprete de sus álbumes en promoción, de Stripped —«Beautiful» y «Fighter»— y de Justified —«Rock Your Body» y «Cry Me a River»— junto a dos pistas inéditas, «That's What Love Can Do» de Aguilera y «Why, When How» de Timberlake.
Por otro lado, recibió críticas diversas de los críticos. Robert Hilburn del diario Los Angeles Times llamó la parte de Aguilera «tediosa» y su personaje artístico en el escenario «incierto», mientras que elogió el acto de Timberlake, considerándolo «nacido para el escenario [con] los instintos inteligentes para armar un espectáculo que funciona». Por el contrario, Ben Wener de Orange County Register elogió el desempeño de la artista, escribiendo que «me inclino por Aguilera [...] es simplemente una entretenedora más completa». Darryl Morder de The Hollywood Reporter dijo que los números de ella eran a menudo «demasiado envueltos en arreglos exagerados». Kat George, en un artículo escrito para The Village Voice en 2014, comparó la interpretación en el escenario de Beyoncé en su gira On the Run (2014) con la de Christina en esta gira, concluyendo que la primera «no se conecta con el público como lo hace Aguilera», pues esta última «logró transmitir un mensaje de entendimiento con el resto de la audiencia al cantar «Beautiful» y hacer sentir a sus seguidores hermosos, mientras que Beyoncé con la interpretación de “Pretty Hurts” no transmite el sentimiento de lo mucho que duele ser mujer en ciertos escenarios de la vida».
En cuanto a su éxito comercial, figuró en el lugar dieciséis del listado de las giras más recaudadoras de 2003, en donde fue la tercera más exitosa de actos coprotagonizados, con más de treinta millones de dólares y una asistencia de 546 483 personas. No obstante, la intérprete decidió continuar con el espectáculo sin la compañía de Timberlake en países de Europa, Asia y Oceanía, siendo renombrada como Stripped World Tour, la cual contó con el mismo repertorio de su gira predecesora y recaudó aproximadamente setenta millones de dólares. Sin embargo, las fechas que estaban programadas para 2004 en territorio estadounidense fueron canceladas debido a problemas vocales por parte de la artista. La discográfica publicó un DVD de la gira titulado Stripped Live in the UK en 2003, el cual tuvo lugar en el Wembley Arena de Londres, Reino Unido con una duración de una hora. En la lista de canciones del DVD, no figura la interpretación de «Make Over», por motivos legales de supuesto plagio contra la canción «Overload» de la banda británica Sugababes.

### Presentaciones en vivo
Aguilera se presentó en distintos escenarios para promocionar Stripped. La primera canción que la artista presentó fue «Infatuation» en la ceremonia de clausura de los Juegos Olímpicos de Salt Lake City 2002, realizados en el mes de febrero de dicho año. El 24 de octubre de 2002, la intérprete apareció en el Halloween Bash de la estación de radio B96 de Chicago para cantar «Beautiful», «Dirrty», «Get Mine, Get Yours» e «Impossible»; también ese mismo año, presentó algunos temas del disco en programas como Top of the Pops, The Daily Show y el especial de MTV Christina Stripped in New York City. Por otro lado, interpretó «Dirrty» junto a Redman en los premios MTV Europe Music de 2002, en donde simuló escenas, vestuario y coreografía del vídeo oficial. Días después, cantó «Beautiful» en la entrega anual de los premios Vh1 de 2002. En enero de 2003, Aguilera realizó una presentación en la trigésima entrega de los premios American Music, en donde cantó «Impossible» y «Beautiful»; al mes siguiente, lideró la celebración del lanzamiento del celular Siemens Xelibri en el Reino Unido, cantando algunos temas del disco. En marzo del mismo año, fue invitada en el programa Saturday Night Live para cantar «Beautiful» y, tiempo después, en el MTV Mardi Gras la artista interpretó varias canciones de Stripped. Adicionalmente, se presentó en la entrega anual de los premios MTV Asia de 2003 con la interpretación de «Impossible». El 27 de agosto de 2003, Aguilera junto a Britney Spears, formó parte del acto de apertura de los premios MTV Video Music de ese año, el cual lo lideró Madonna con un popurrí de «Like a Virgin» y «Hollywood», y luego de esta última, Madonna besó en los labios a Spears y Aguilera, uno de los momentos más controvertidos en la historia de la televisión. La rapera Missy Elliott también presentó su canción «Work It» a mitad de la presentación. Posteriormente, Aguilera regresó al escenario para cantar un popurrí de «Dirrty» con Redman y «Fighter» junto a Dave Navarro. Meses después, la cantante interpretó «Beautiful» en la cuadragésima sexta entrega de los premios Grammy, en donde además ganó un premio por dicha canción.

## Recepción

### Comentarios de la crítica
Stripped recibió comentarios tanto positivos como negativos de parte de los críticos, ya que, de acuerdo con Metacritic, recibió una puntuación de 55 sobre 100, lo que representa una aceptación regular. Un escritor de Billboard comentó positivamente que el álbum es más maduro y sustantivo de lo que el primer sencillo refleja, además de decir que «productores como Linda Perry y Glen Ballard empujan a un mayor nivel [a Aguilera] y todo se ve reflejado en una grabación gratamente sorprendente [que se] debe escuchar». Por su parte, Ian Watson del sitio web Yahoo! Music le concedió una calificación de ocho estrellas de diez y comparó varias canciones con trabajos de Whitney Houston, Madonna, Michael Jackson y Courtney Love, luego de decir que es «un álbum increíble» y que se convirtió en una «súper diva», gracias a que reflejó en este trabajo el sexo, la rebelión y dejó a un lado vergüenza alguna. Jacqueline Hodges de BBC le concedió una mala crítica, debido a que lo llamó «un mal disco» y que su capacidad vocal se opacaba con diversos titulares de Aguilera en los medios sobre las bromas de Eminem y su extraño sentido de la moda. Asimismo, expresó que su única buena canción era «Genie in a Bottle» (1999), ya que se encontraba a la altura del éxito adolescente en ese entonces junto a Britney Spears y Jessica Simpson. Por otro lado, David Browne de la revista Entertainment Weekly comentó:

«Casi cada segundo de este extenso [trabajo] de 20 pistas comunica las luchas abrumadoras que soportó al tratar de convertirse en una superestrella de 18 años de edad. Claramente, afectada por el síndrome precoz de ser una artista seria, Aguilera quiere demostrar la gama de sus intereses. El álbum tiene buenos momentos: la balada "Beautiful" es más moderada; el puntal de metal "Fighter" es más valiente de lo que se podría esperar de una meretriz de pista de baile que le encanta hacer alarde de su capacidad pulmonar. Ella exhibe mucha habilidad elástica pero poca alegría. A pesar de su nueva libertad, Aguilera todavía suena triste, por no hablar fuera de foco».

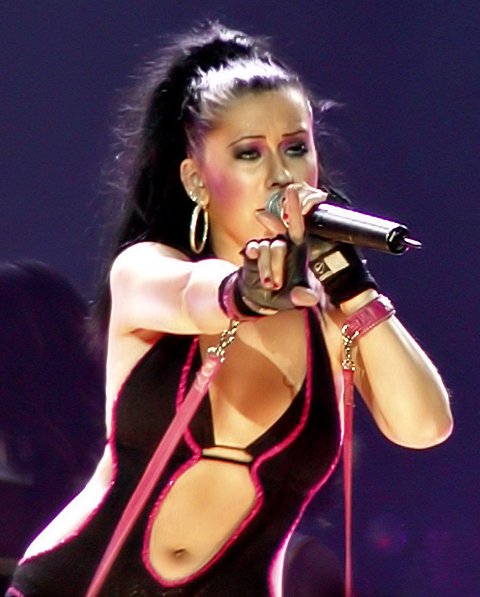
Aguilera recibió críticas generalmente negativas por el nuevo rumbo que le dio a su carrera.

Por otro lado, Josh Kun de la revista Spin denominó al álbum como «una declaración artística», que demuestra un movimiento hacia el hip hop y sobre todo, es una «declaración de independencia». Asimismo, Betty Clarke de The Guardian dijo que su título excita hasta en su imagen de portada, pero comentó que «antes de que Aguilera decidiera no ser virgen y que eso no la convierte en una puta, Stripped comienza sintiéndose demasiado largo, demasiado sentimental y tristemente demasiado exagerado». El escritor Jon Pareles de The New York Times escribió que la intérprete tiene una gran voz y este disco es la clara demostración de querer crecer rápido. Además, comentó que ella hace alarde de su sexualidad y su agresión en canciones como «Can't Hold Us Down», «Dirrty», «Get Mine, Get Yours» y «Fighter» y agregó: «Tal vez no es de extrañar que suene sobreexcitada en casi todas las canciones, aunque se calma para [la canción] "I'm Ok" [...] Stripped es una ráfaga de exceso que corre el riesgo de alienar a los viejos fanáticos de la señorita Aguilera sin atraer a otros nuevos, y [además] está lleno de energía equivocada». Según Jim Wirth de NME, el disco se parece y suena como un álbum de Mariah Carey, específicamente a Rainbow (1999). Por otra parte, Stephen Thomas Erlewine del sitio web Allmusic escribió:

«De acuerdo con Christina Aguilera, el título de su segundo álbum, Stripped, se refiere a sus emociones y no a su cuerpo, pero su fotografía en topless en la portada sugiere lo contrario. La mayoría de las cosas de Stripped sugieren sexo. Al igual que cualquier diva, Christina cree que sus pruebas y tribulaciones son inherentemente más fascinantes que las de cualquier otra persona y, como cualquier diva, ella tiene un sentido exagerado de la propia importancia. Además, Stripped claramente tiene sus orígenes en el sonido de dos artistas pop adolescentes contemporáneas a ella —la sensualidad de Britney Spears y las maravillosas confesiones de dance rock de P!nk— [...] Si bien ella ha dominado su voz, ella sigue buscando desesperadamente su voz artística, poniendo demasiado énfasis en el club y a un nivel callejero de R&B. [...] Este panorama general [del disco] es el de una artista que ha crecido demasiado rápido, mientras que su sonido es el de una artista a quien se le ha dado demasiada libertad demasiado pronto y todavía no ha descubierto qué hacer con ella».

Jane Dark de The Village Voice, le concedió una mala reseña al decir que la carrera de Aguilera entró en coma, luego de publicar un álbum latino y otro navideño, Mi reflejo y My Kind of Christmas (2000), respectivamente, y Stripped era la ambulancia al rescate que llegó demasiado tarde y exclamó: «¿Cuándo será que las personas entiendan que el "no madurar" es la verdadera esencia de la música pop?», haciendo énfasis en la madurez errónea que decidió tomar la cantante para su disco. Entre tanto, Jancee Dunn de la revista Rolling Stone le otorgó una puntuación de tres de cinco estrellas y dijo que el primer sencillo tergiversa por completo el resto del álbum y que «el título expresa a gritos como "Mira lo más privado de mí" pero el [verdadero] mensaje es más tranquilo, como de "sé fiel a ti mismo" [...] Stripped es casi un álbum para adultos y merece una oportunidad justa»; asimismo, alabó algunos temas como «Walk Away», «Cruz» por su significado y voz, pero desprestigió a «Fighter» y «Can't Hold Us Down», tras decir que hubo un «fallo en su historia». Amanda Murray de Sputnikmusic dijo que lo que Aguilera en verdad demostró con el álbum fue una «doble hipocresía», ya que «si no quieres que la gente te trate como un objeto sexual, no reveles canciones con más carga sexual» y afirmó que su música estaba siendo eclipsada por su imagen, pero expresó que si la gente se dedicara a escuchar seriamente su música y no dejarse llevar por suposiciones, habría ciertas quejas que serían válidas. Por otro lado, Sal Cinquemani de Slant Magazine lo catalogó como «un álbum de Janet Jackson», debido a su sobreproducción y sobreexcitación, agregando que con él, demostraba que no es Britney Spears.

### Rendimiento comercial

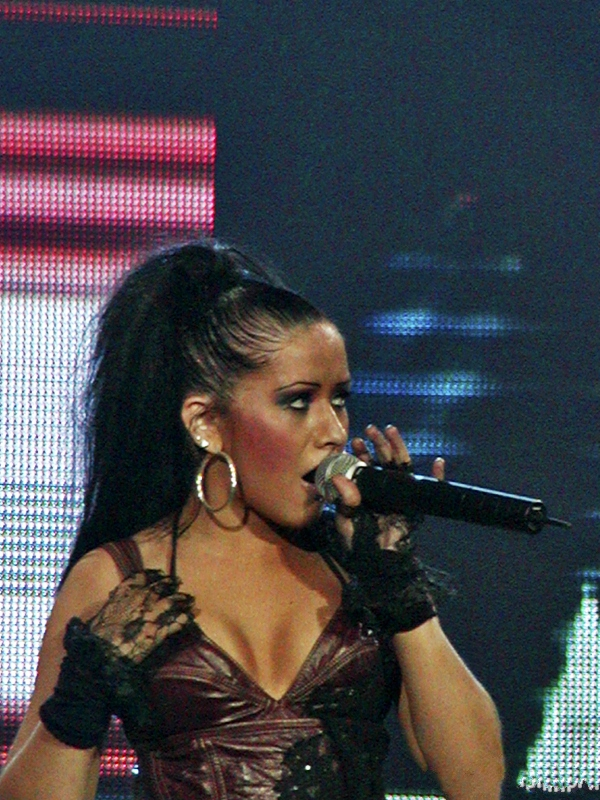
Aguilera cantando la sexta pista del álbum, «Infatuation».

Stripped recibió un gran éxito comercial en varios países de todo el mundo. Según la Federación Internacional de la Industria Fonográfica (IFPI), ocupó el puesto número veintiuno y dieciséis del listado de los álbumes más vendidos de los años 2002 y 2003, respectivamente. Para 2015, había vendido aproximadamente más de trece millones de copias en todo el mundo. En Norteamérica, obtuvo un buen rendimiento en las listas musicales. En los Estados Unidos, debutó en la segunda posición de la lista Billboard 200 con más de 330 000 copias vendidas en su primera semana, detrás del debut de la banda sonora de la película 8 Mile, la cual comercializó en el mismo período más de 702 000 ejemplares. En la edición siguiente, descendió al cuarto puesto con 168 000 copias vendidas y posterior a esta, bajó hasta el lugar número siete con 119 000 ejemplares vendidos. En 2002, logró vender 1 673 000 copias y en 2003, más de 1 736 000, lo que convirtió al álbum en el trigésimo y vigésimo sexto más vendido en los períodos mencionados, respectivamente. Para septiembre de 2014, de acuerdo con Nielsen SoundScan, había vendido más de 4 383 000 ejemplares solo en los Estados Unidos, siendo su segundo trabajo más vendido en el país, detrás de su álbum debut homónimo de 1999, que llevaba más de 8 millones en ventas; asimismo, recibió cuatro discos de platino de parte de la Recording Industry Association of America (RIAA). Por otra parte, en Canadá debutó en el tercer lugar de su principal conteo, gracias a que vendió más de 14 000 copias en su primera semana y, tiempo después, la Canadian Recording Industry Association (CRIA) le otorgó la certificación de triple disco de platino, debido a que se despacharon más de 300 000 ejemplares en el territorio. En países de Latinoamérica, como Argentina, Brasil y México, aunque no figuró en alguna lista oficial de estos, logró recibir un disco de platino de la Cámara Argentina de Productores de Fonogramas y Videogramas (CAPIF) y disco de oro de la Associação Brasileira dos Produtores de Discos (ABPD) y la Asociación Mexicana de Productores de Fonogramas y Videogramas (AMPROFON), por haber vendido más de 40 000, 50 000 y 75 000 copias oficiales, respectivamente.
Asimismo, en países de Europa, cosechó gran éxito en sus listados respectivos. En Alemania, debutó en el lugar número ocho del Top 100 Deutsche Albums Chart y semanas después, alcanzó el sexto puesto, siendo su mejor posición en la lista y, en suma, permaneció en ella setenta y siete semanas consecutivas y, gracias a que vendió más de 300 000 copias oficiales, la Bundesverband Musikindustrie (BVMI) le concedió la certificación de platino. En Austria y los Países Bajos, ocupó las posiciones número diez y tres en el Ö3 Austria Top 75 y el Dutch Albums Chart y logró permanecer más de un año en sus respectivos listados musicales y ser galardonado por la IFPI con un disco de platino, gracias a más de 30 000 ejemplares comercializados. Por otra parte, el disco apareció en las listas de Ultratop de las dos regiones de Bélgica, en la flamenca en el séptimo puesto, mientras que en la valona en el lugar cuarenta y seis. En Dinamarca, Noruega, Suecia y Suiza logró ubicarse entre los quince primeros puestos de sus listas respectivas y en todos ellos, recibió discos de platino por sus organismos certificadores gracias a sus buenas ventas en todos ellos. Entre tanto, en Italia escaló hasta la decimosexta posición de su conteo oficial de álbumes, mientras que en Hungría solo logró el lugar treinta y nueve y, aun así, en ambos países le concedieron certificaciones por sus ventas, de oro por la Federación de la Industria Musical Italiana (FIMI) y de platino por la Magyar Hanglemezkiadók Szövetsége (MAHASZ). Mientras tanto, en España y Francia no alcanzó altas posiciones, sin embargo, en el primero obtuvo un disco de oro y en el segundo permaneció por más de un año en su respectivo listado. Por otra parte, en el Reino Unido debutó en el puesto diecinueve de la UK Albums Chart en noviembre de 2002, y a su decimonovena semana en la lista, escaló hasta el puesto número dos, detrás de Come Away with Me de Norah Jones. Para final de 2003, Stripped fue el tercer disco más vendido del año, estando por delante Life for Rent de Dido y Justified de Justin Timberlake, mientras que para noviembre de 2017, había superado la barrera de los dos millones de ejemplares vendidos en el país, además de poseer una certificación de seis discos de platino, otorgada por la British Phonographic Industry (BPI). Del mismo modo, en Escocia e Irlanda recibió similar éxito, ocupando el lugar número dos en ambos países.
En Asia, tan solo existe registro de un disco de oro que la Recording Industry Association of Japan (RIAJ) le concedió al álbum, por vender más de cien mil copias oficiales en Japón. Por otra parte, en Australia y Nueva Zelanda tuvo parecido rendimiento al igual que en países europeos. En el primero de estos, debutó en la edición del 10 de noviembre de 2002 en el lugar treinta y tres y a la siguiente semana, salió de la lista; posteriormente, reingresó en enero de 2003 en la posición cuarenta y uno y siguió subiendo hasta que alcanzó el séptimo puesto, además de que sus ventas de más de 280 000 copias en el país, le valieron una certificación de cuádruple platino, generada por la Australian Recording Industry Association (ARIA). En el segundo país mencionado, sucedió lo mismo que el anterior, luego de su debut, salió de la NZ Top 50 Albums Chart y volvió a entrar en el 2003, en donde pudo llegar al quinto lugar del conteo, para que tiempo después, ganara dos discos de platino por vender más de 30 000 copias, los cuales fueron otorgados por la Recording Industry Association of New Zealand (RIANZ).

## Impacto y legado
Luego del lanzamiento de Stripped, este se convirtió en uno de los más exitosos álbumes de Aguilera en las listas de todo el mundo. En el 2003, figuró en el décimo puesto de los álbumes más exitosos del año en la lista de los Estados Unidos Billboard 200 y además, la artista fue la quinta más exitosa en dicha lista y la cantante femenina pop con mayor éxito en general en dicho año. Entre tanto, en el Reino Unido, fue el vigésimo noveno disco más vendido de la década de 2000, siendo a su vez el segundo más comercializado por una artista femenina estadounidense, detrás de Come Away with Me de Norah Jones; asimismo, figura entre los discos más vendidos de lo que lleva el nuevo milenio, desde el año 2000 hasta 2015, en el lugar número cuarenta. En dicho país, Aguilera es la única ex chica Disney con un álbum entre las listas mencionadas y, por consiguiente, la que tiene el disco más vendido entre todas las demás, con más de dos millones de copias vendidas. Por otra parte, Jyll Saskin de MTV declaró que Stripped es el álbum que se debe escuchar antes de que el mundo se acabe y agregó que «este es uno de los pocos álbumes que conozco en donde no hay realmente nada de relleno; cada vía única es impecable. La voz "fuera de este universo" de Christina provoca todas las emociones: orgullo ("Soar"), tristeza ("I'm Ok"), descaro ("Can't Hold Us Down"), humor ("Stripped Pt. 2"), y la lista continúa. Es la perfección pop completa».
En un artículo del periódico venezolano El Nacional titulado Christina Aguilera: La artista que reinventó el pop, escribió: «[A Christina] se la reconoce por haber cambiado el estilo de música pop adolescente y convertirlo en un pop más maduro, como lo hizo en su disco Stripped (2002). Su sonido ha inspirado a la mayoría de las cantantes actuales. Son muchos los músicos que aseguran que Christina Aguilera fue la chispa que modificó tanto a la música pop como a toda una generación, de 1999 en adelante». Por otro lado, la cantante Selena Gomez declaró que para su segundo álbum de estudio como solista, Revival (2015), tomó como inspiración este disco, diciendo: «Stripped de Christina es uno de mis álbumes favoritos y fue más o menos así como empecé Revival, como un tipo de historia. Me explico, ese álbum de ella fue increíble. "Beautiful", "Can't Hold Us Down", todo eso, es lo que me gusta [...] Mi material está lleno, es un álbum, es una pieza, es algo de lo que estoy orgullosa». Debido a esta declaración, Mike Wass del sitio Idolator dijo que Stripped es «el toque [perfecto] para aquellas jóvenes artistas que toman el control de su cuerpo, imagen y sonido». Por otra parte, Jeff Benjamin de la página web Fuse TV, identificó en el cuarto álbum de estudio de la cantante Demi Lovato DEMI (2013) diversas similitudes con el disco de Aguilera en cuanto a su portada y variedad de sonidos, explicando que «[Stripped] también marcó la transición musical de una cantante a la edad adulta y [se refleja en su portada] en topless, exudando una nueva confianza». De igual forma, Lovato explicó que para su sexto material, Tell Me You Love Me (2017) ella se sintió inspirada por lo que Aguilera logró con Stripped, pues para Demi «fue el disco que la transformó (Christina) en el icono que es hoy en día [..] Eso me inspira, ella inspiró mi álbum, incluso la portada a blanco y negro».

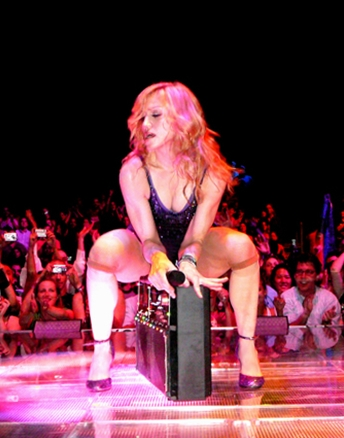
Aguilera ha marcado un paso importante para la expresión de la sexualidad de la mujer en la escena musical, al igual que lo ha hecho Madonna, entre otras.

Para el décimo quinto aniversario del disco, el escritor Jeff Benajmin de la revista Billboard puso de manifiesto cómo Stripped seguía influenciando la escena del pop tras quince años de su lanzamiento oficial. De acuerdo con Benjamin, «los cinco sencillos oficiales del álbum permitieron demostrarle al mundo la versatilidad de la cantante, con la vulnerable pero poderosa "Beautiful", la rebelde "Fighter", la feminista "Can't Hold Us Down" y la introvertida "The Voice Within", y gracias a esto, ha ayudado a que grandes estrellas del pop sigan sus pasos, explorando e incorporando las estrategias de Aguilera de tomar control de su carrera y mostrar su verdadera persona». Uno de los elementos que Benjamin ha destacado del disco, más allá de la controversial portada, ha sido la amplia gama de sonidos que presenta, puesto que, «a diferencia de artistas como Britney Spears que se quedaron con su dance pop (género que ayudó a definir la década), Aguilera quiso buscar un verdadero segundo álbum que la estableciera como un éxito mundial»; esta búsqueda de todo tipo de música en un mismo material ha sido vista en artistas como Rihanna y Ariana Grande, al igual que la forma de una mujer en expresar su sexualidad, como lo han hecho Demi Lovato y Miley Cyrus y esto, según Benjamin, «ha sido un camino que las grandes estrellas del pop actuales han seguido, luego de que Aguilera pavimentara el camino para ello, al igual que Donna Summer, Madonna y Cher lo hicieron en su momento». Del mismo modo, otras revistas como Vice y sitios web como Idolator y BuzzFeed realizaron publicaciones sobre el aniversario número quince y revisaron aspectos relevantes del material. Por otro lado, el álbum fue incluido en el libro 1001 álbumes que debes escuchar antes de morir, y catalogado como el decimotercer mejor disco de la década por los lectores de la revista Rolling Stone.
En cuanto a sus cinco sencillos, también le generaron reconocimiento a la artista y gran éxito. El primer sencillo, «Dirrty» junto a Redman, figuró en distintos listados gracias a su vídeo musical. Con motivo de su trigésimo aniversario, MTV realizó un top diez de los mejores vídeos en la época de vigencia de Total Request Live, en donde el vídeo quedó en el lugar número cuatro, siendo la segunda mejor posición para una mujer, detrás de «Oops!... I Did It Again» de Britney Spears. También apareció en un conteo de los 100 grandes vídeos musicales de Slant Magazine en el número cien, al igual que en las listas organizadas por los sitios web Fuse TV, Heavy y la revista FHM, con motivo de nombrar los vídeos más sexys y ardientes de todos los tiempos. Vh1 catalogó al vídeo de «Dirrty» como el segundo más escandaloso y sexy de todos los tiempos, siendo a la vez el número uno por una artista femenina. En suma, la cadena MTV lo describió como «el vídeo más sexy jamás hecho» y fue inducido al Salón de la Fama de Total Request Live. Adicionalmente, se le acredita al vídeo de «Dirrty» por originar el movimiento de baile denominado slutdrop, siendo más popular en actos musicales como The Pussycat Dolls y Beyoncé; la cantante Miley Cyrus citó al vídeo como influencia para el videoclip de su canción «We Can't Stop» (2013).

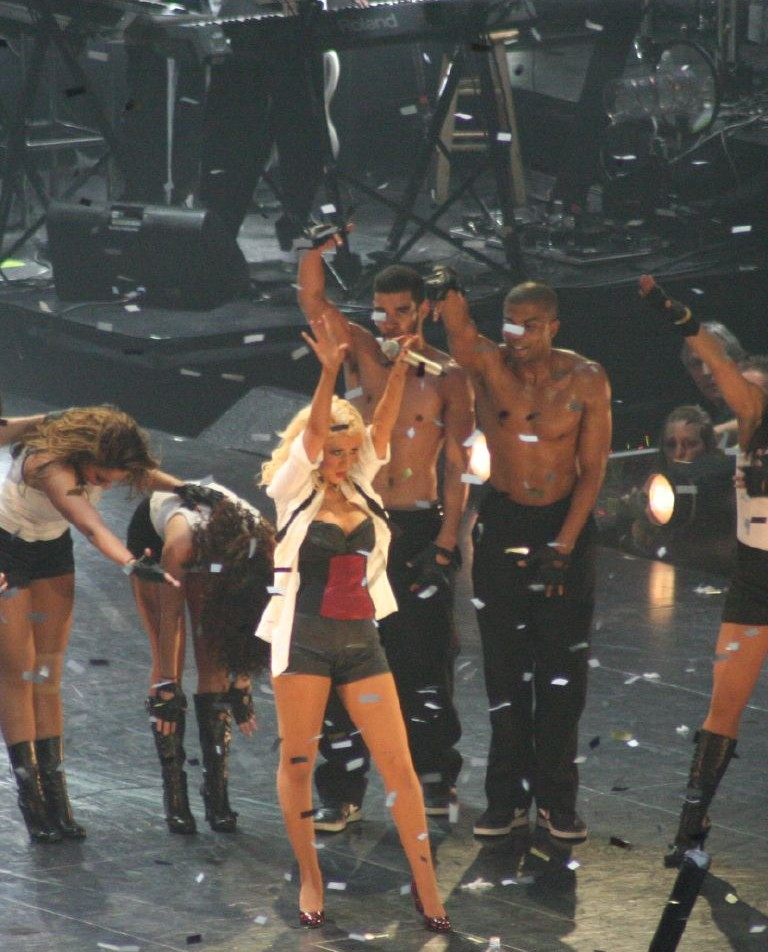
Sus sencillos han sido citados en numerosos listados, debido a sus vídeos, letra o mensaje.

Por otra parte, «Beautiful» ha sido aclamado por la crítica y denominado un «himno» por la comunidad LGBT y la sociedad en general. Ha sido interpretada en diversas ocasiones en protestas, como en la de la Casa del Estado de Massachusetts en 2010 por el alto índice de suicidios de adolescentes gay, y también como parte del proyecto It Gets Better en 2011 para luchar por causas similares a las mencionadas anteriormente. Además, integrantes del centro británico de caridad por los derechos LGBT Stonewall, escogieron el tema, mediante una encuesta, como «la canción pop con el mayor mensaje de empoderamiento» de la última década, simultáneamente escogiendo a Aguilera como el acto pop más inspiracional, por encima de artistas como Lady Gaga y Katy Perry. En una encuesta realizada por la revista Rolling Stone para que los lectores votaran por las mejores canciones, álbumes y artistas de la década, el sencillo ocupó el lugar número catorce y quedó como la sexta mejor canción dentro de las lanzadas por artistas femeninas, detrás de Beyoncé, Britney Spears, Mariah Carey, Avril Lavigne y Kelly Clarkson. Del mismo modo, Rolling Stone y Vh1 la incluyeron en sus listas de las 100 mejores y grandiosas canciones de la década de 2000, en donde ocupó los puestos cincuenta y dos y dieciocho, respectivamente. Por otro lado, diversos intérpretes y bandas han versionado «Beautiful» en sus conciertos o trabajos discográficos, tales como David Archuleta, G4, The Zutons, The Lemonheads, Kelly Clarkson, Jason Mraz, entre otros. 
El tercer sencillo del disco, «Fighter», ha sido reconocido como una canción con fuerte mensaje de empoderamiento hacia la mujer, debido a su letra y contenido. El tabloide LA Weekly ubicó a la canción en el lugar dieciséis de su listado de las 20 mejores canciones pop de artistas femeninas en la historia, mientras que la página web WatchMojo la colocó en el número uno de las 10 mejores canciones con poder femenino. Por otro lado, fue usada para un comercial de noventa segundos de la NBA, titulado «Love It Live» en 2003, y además la han versionado varios cantantes como Darren Criss y Jordin Sparks. Gracias a la canción, los fanáticos de la intérprete son llamados «Fighters» («Combatientes»), por el mensaje inspiracional que contiene esta contiene y transmite. El tema «Can't Hold Us Down» en colaboración con Lil' Kim ha sido catalogado como un himno feminista y reconociéndolo en varias ocasiones como una de las mejores canciones de empoderamiento femenino, mientras que «The Voice Within» ha sido interpretada por distintos concursantes en reality shows como Britain's Got Talent, La Voz, Australian Idol, El Factor X, America's Got Talent, entre otros.

## Lista de canciones
| Edición estándar |                                     |                                                                   |          |  |
| N.º              | Título                              | Escritor(es)                                                      | Duración |  |
| 1.               | «Stripped» (Intro)                  | Freddy Briggs                                                     | 1:39     |  |
| 2.               | «Can't Hold Us Down» (con Lil' Kim) | Aguilera, Scott Storch y Matt Morris                              | 4:15     |  |
| 3.               | «Walk Away»                         | Aguilera, Storch y Morris                                         | 5:47     |  |
| 4.               | «Fighter»                           | Aguilera y Storch                                                 | 4:05     |  |
| 5.               | «Primer amor» (Interludio)          | Aguilera y Storch                                                 | 0:53     |  |
| 6.               | «Infatuation»                       | Aguilera, Storch y Morris                                         | 4:17     |  |
| 7.               | «Loves Embrace» (Interludio)        | Aguilera, Storch y Morris                                         | 0:46     |  |
| 8.               | «Loving Me 4 Me»                    | Aguilera, Storch y Morris                                         | 4:36     |  |
| 9.               | «Impossible»                        | Alicia Keys                                                       | 4:14     |  |
| 10.              | «Underappreciated»                  | Aguilera, Storch y Morris                                         | 4:00     |  |
| 11.              | «Beautiful»                         | Linda Perry                                                       | 3:58     |  |
| 12.              | «Make Over»                         | Aguilera y Perry                                                  | 4:12     |  |
| 13.              | «Cruz»                              | Aguilera y Perry                                                  | 3:49     |  |
| 14.              | «Soar»                              | Aguilera, Rob Hoffman y Heather Holley                            | 4:45     |  |
| 15.              | «Get Mine, Get Yours»               | Aguilera, Steve Morales, Balewa Muhammad y David Siegel           | 3:44     |  |
| 16.              | «Dirrty» (con Redman)               | Aguilera, Muhammad, Dana Stinson, Reginald Noble y Jasper Cameron | 4:58     |  |
| 17.              | «Stripped Pt. 2»                    | Briggs                                                            | 0:45     |  |
| 18.              | «The Voice Within»                  | Aguilera y Glen Ballard                                           | 5:04     |  |
| 19.              | «I'm Ok»                            | Aguilera y Perry                                                  | 5:18     |  |
| 20.              | «Keep On Singin' My Song»           | Aguilera y Storch                                                 | 6:29     |  |
| 77:34            |                                     |                                                                   |          |  |

| Edición Latinoamérica. |                                     |                                                                   |          |  |
| N.º                    | Título                              | Escritor(es)                                                      | Duración |  |
| 1.                     | «Stripped» (Intro)                  | Freddy Briggs                                                     | 1:39     |  |
| 2.                     | «Can't Hold Us Down» (con Lil' Kim) | Aguilera, Scott Storch y Matt Morris                              | 4:15     |  |
| 3.                     | «Walk Away»                         | Aguilera, Storch y Morris                                         | 5:47     |  |
| 4.                     | «Fighter»                           | Aguilera y Storch                                                 | 4:05     |  |
| 5.                     | «Primer amor» (Interludio)          | Aguilera y Storch                                                 | 0:53     |  |
| 6.                     | «Infatuation»                       | Aguilera, Storch y Morris                                         | 4:17     |  |
| 7.                     | «Loves Embrace» (Interludio)        | Aguilera, Storch y Morris                                         | 0:46     |  |
| 8.                     | «Loving Me 4 Me»                    | Aguilera, Storch y Morris                                         | 4:36     |  |
| 9.                     | «Impossible»                        | Alicia Keys                                                       | 4:14     |  |
| 10.                    | «Underappreciated»                  | Aguilera, Storch y Morris                                         | 4:00     |  |
| 11.                    | «Beautiful»                         | Linda Perry                                                       | 3:58     |  |
| 12.                    | «Make Over»                         | Aguilera y Perry                                                  | 4:12     |  |
| 13.                    | «Cruz»                              | Aguilera y Perry                                                  | 3:49     |  |
| 14.                    | «Soar»                              | Aguilera, Rob Hoffman y Heather Holley                            | 4:45     |  |
| 15.                    | «Dame lo que yo te doy»             | Aguilera, Steve Morales, Balewa Muhammad y David Siegel           | 3:44     |  |
| 16.                    | «Dirrty» (con Redman)               | Aguilera, Muhammad, Dana Stinson, Reginald Noble y Jasper Cameron | 4:58     |  |
| 17.                    | «Stripped Pt. 2»                    | Briggs                                                            | 0:45     |  |
| 18.                    | «The Voice Within»                  | Aguilera y Glen Ballard                                           | 5:04     |  |
| 19.                    | «I'm Ok»                            | Aguilera y Perry                                                  | 5:18     |  |
| 20.                    | «Keep On Singin' My Song»           | Aguilera y Storch                                                 | 6:29     |  |
| 77:34                  |                                     |                                                                   |          |  |

## Posicionamiento en listas

### Semanales
| País              | Lista                               | Mejor posición |
| ----------------- | ----------------------------------- | -------------- |
| América           |                                     |                |
| Canadá            | Canadian Albums                     | 3              |
| Estados Unidos    | Billboard 200                       | 2              |
| Europa            |                                     |                |
| Alemania          | Top 100 Deutsche Albums             | 6              |
| Austria           | Ö3 Austria Top 75 Albums            | 10             |
| Bélgica (Flandes) | Ultratop 200 Albums                 | 7              |
| Bélgica (Valonia) | Ultratop 200 Albums                 | 46             |
| Dinamarca         | Tracklisten                         | 5              |
| Escocia           | Scottish Top 100 Albums             | 2              |
| España            | Top 100 Álbumes                     | 40             |
| Francia           | French Top 200 Albums               | 49             |
| Hungría           | Top 40 album-lista                  | 39             |
| Irlanda           | Irish Top 75 Albums                 | 2              |
| Italia            | FIMI                                | 16             |
| Noruega           | VG-lista                            | 10             |
| Países Bajos      | Jaaroverzichten Top 100 Albums      | 3              |
| Reino Unido       | UK Albums                           | 2              |
| Suecia            | Sverigetopplistan                   | 13             |
| Suiza             | Schweizer Hitparade                 | 9              |
| Europa            | European Top 100 Albums (Billboard) | 3              |
| Oceanía           |                                     |                |
| Australia         | Australian Albums                   | 7              |
| Nueva Zelanda     | NZ Top 50 Albums                    | 5              |

### Anuales
| País              | Lista                       | Posición |
| 2002              | 2002                        | 2002     |
| ----------------- | --------------------------- | -------- |
| Estados Unidos    | Billboard 200               | 122      |
| Reino Unido       | UK Albums                   | 110      |
| 2003              |                             |          |
| Alemania          | Top 100 Album-Jahrescharts  | 16       |
| Australia         | ARIA Top 100 Albums of 2003 | 12       |
| Austria           | Jahreshitparade             | 31       |
| Bélgica (Flandes) | Ultratop 200 Albums         | 17       |
| Estados Unidos    | Billboard 200               | 10       |
| Hungría           | Top 40 album-lista          | 79       |
| Irlanda           | IRMA                        | 5        |
| Nueva Zelanda     | NZ Top 50 Albums            | 21       |
| Países Bajos      | Jaaroverzichten - Album     | 11       |
| Reino Unido       | UK Albums                   | 3        |
| Suecia            | Sverigetopplistan           | 27       |
| Suiza             | Schweizer Jahreshitparade   | 54       |
| Europa            | European Top 100 Albums     | 10       |
| 2004              |                             |          |
| Alemania          | Top 100 Album-Jahrescharts  | 68       |
| Australia         | ARIA Top 100 Albums of 2004 | 58       |
| Suiza             | Schweizer Jahreshitparade   | 88       |
| Reino Unido       | UK Albums                   | 65       |
| 2005              |                             |          |
| Reino Unido       | UK Albums                   | 181      |

### Decenales
| País           | Lista                                | Posición |
| 2000s          | 2000s                                | 2000s    |
| -------------- | ------------------------------------ | -------- |
| Australia      | ARIA End of Decade - Top 100 Albums  | 66       |
| Estados Unidos | Billboard 200                        | 77       |
| Reino Unido    | Top 100 Selling Albums of the Decade | 29       |

### Certificaciones
| América        |                  |         |   |           |         |
| Argentina      | CAPIF            | Platino | 1 | 40 000    | [ 158 ] |
| Brasil         | ABPD             | Oro     | 1 | 50 000    | [ 28 ]  |
| Canadá         | MC               | Platino | 3 | 300 000   | [ 157 ] |
| Estados Unidos | RIAA             | Platino | 4 | 4 000     | [ 30 ]  |
| México         | AMPROFON         | Oro     | 1 | 75 000    | [ 159 ] |
| Asia           |                  |         |   |           |         |
| Japón          | RIAJ             | Oro     | 1 | 100 000   | [ 29 ]  |
| Rusia          | NFPP             | Platino | 4 | 80 000    | [ 253 ] |
| Europa         |                  |         |   |           |         |
| Alemania       | BVMI             | Platino | 1 | 300 000   | [ 26 ]  |
| Austria        | IFPI — Austria   | Platino | 1 | 30 000    | [ 161 ] |
| Dinamarca      | IFPI — Dinamarca | Platino | 1 | 50 000    | [ 166 ] |
| España         | PROMUSICAE       | Oro     | 1 | 50 000    | [ 172 ] |
| Hungría        | MAHASZ           | Platino | 1 | 20 000    | [ 171 ] |
| Italia         | FIMI             | Oro     | 1 | 50 000    | [ 170 ] |
| Noruega        | IFPI — Noruega   | Platino | 1 | 40 000    | [ 97 ]  |
| Países Bajos   | NVPI             | Platino | 1 | 80 000    | [ 254 ] |
| Reino Unido    | BPI              | Platino | 6 | 1 800 000 | [ 31 ]  |
| Suecia         | GLF              | Platino | 1 | 60 000    | [ 167 ] |
| Suiza          | IFPI — Suiza     | Platino | 1 | 40 000    | [ 96 ]  |
| Europa         | IFPI — Europa    | Platino | 3 | 3 000     | [ 255 ] |
| Oceanía        |                  |         |   |           |         |
| Australia      | ARIA             | Platino | 4 | 280 000   | [ 27 ]  |
| Nueva Zelanda  | RIANZ            | Platino | 2 | 30 000    | [ 178 ] |

## Premios y nominaciones
El álbum, junto con su gira, sus sencillos, sus correspondientes videoclips y la intérprete como tal, ha recibido varios premios y nominaciones en distintas ceremonias de premiación. A continuación, una lista con todos los reconocimientos de la era:
| Año  | Premiación              | Trabajo nominado                    | Categoría                               | Resultado | Ref.    |
| ---- | ----------------------- | ----------------------------------- | --------------------------------------- | --------- | ------- |
| 2002 | Mnet Asian Music Awards | «Dirrty» (con Redman)               | Mejor artista internacional             | Nominado  | [ 256 ] |
| 2003 | GLAAD Media Awards      | «Beautiful»                         | Reconocimiento especial                 | Ganador   | [ 48 ]  |
| 2003 | Premios Grammy          | «Dirrty» (con Redman)               | Mejor colaboración vocal de pop         | Nominado  | [ 42 ]  |
| 2003 | MOBO Awards             | «Dirrty» (con Redman)               | Vídeo del año                           | Ganador   | [ 257 ] |
| 2003 | Q Awards                | «Dirrty» (con Redman)               | Mejor sencillo                          | Ganador   | [ 258 ] |
| 2003 | Q Awards                | «Dirrty» (con Redman)               | Mejor vídeo                             | Nominado  | [ 258 ] |
| 2003 | Billboard Music Award   | Christina Aguilera                  | Artista Hot 100 femenina del año        | Nominado  | [ 47 ]  |
| 2003 | MTV Europe Music Awards | «Beautiful»                         | Mejor canción                           | Nominado  | [ 44 ]  |
| 2003 | MTV Europe Music Awards | Stripped                            | Mejor álbum                             | Nominado  | [ 44 ]  |
| 2003 | MTV Europe Music Awards | Christina Aguilera                  | Mejor artista femenina                  | Ganador   | [ 44 ]  |
| 2003 | MTV Europe Music Awards | Christina Aguilera                  | Mejor acto pop                          | Nominado  | [ 44 ]  |
| 2003 | MTV Video Music Awards  | «Dirrty» (con Redman)               | Mejor vídeo femenino                    | Nominado  | [ 45 ]  |
| 2003 | MTV Video Music Awards  | «Dirrty» (con Redman)               | Mejor vídeo pop                         | Nominado  | [ 45 ]  |
| 2003 | MTV Video Music Awards  | «Dirrty» (con Redman)               | Mejor vídeo dance                       | Nominado  | [ 45 ]  |
| 2003 | MTV Video Music Awards  | «Dirrty» (con Redman)               | Mejor coreografía                       | Nominado  | [ 45 ]  |
| 2003 | Teen Choice Awards      | Stripped                            | Álbum favorito                          | Nominado  | [ 259 ] |
| 2003 | Teen Choice Awards      | «Beautiful»                         | Sencillo favorito                       | Nominado  | [ 259 ] |
| 2003 | Teen Choice Awards      | «Dirrty» (con Redman)               | Colaboración favorita                   | Nominado  | [ 259 ] |
| 2003 | Teen Choice Awards      | Christina Aguilera                  | Artista femenina favorita               | Nominado  | [ 259 ] |
| 2003 | Teen Choice Awards      | Justified and Stripped Tour         | Gira de verano favorita                 | Ganador   | [ 259 ] |
| 2003 | TMF Awards              | Christina Aguilera                  | Mejor artista femenina                  | Ganador   | [ 260 ] |
| 2003 | TMF Awards              | «Fighter»                           | Mejor vídeo                             | Ganador   | [ 260 ] |
| 2003 | TMF Awards              | Stripped                            | Mejor álbum                             | Ganador   | [ 260 ] |
| 2004 | Premios Grammy          | Stripped                            | Mejor álbum vocal de pop                | Nominado  | [ 43 ]  |
| 2004 | Premios Grammy          | «Beautiful»                         | Mejor interpretación vocal pop femenina | Ganador   | [ 43 ]  |
| 2004 | Premios Grammy          | «Beautiful»                         | Canción del año                         | Nominado  | [ 43 ]  |
| 2004 | Premios Grammy          | «Can't Hold Us Down» (con Lil' Kim) | Mejor colaboración vocal de pop         | Nominado  | [ 43 ]  |
| 2004 | Premios Brit            | Stripped                            | Mejor álbum internacional               | Nominado  | [ 49 ]  |
| 2004 | Premios Brit            | Christina Aguilera                  | Mejor artista femenina internacional    | Nominado  | [ 49 ]  |
| 2004 | Premios Brit            | Christina Aguilera                  | Mejor acto pop                          | Nominado  | [ 49 ]  |
| 2004 | Premios Juno            | Stripped                            | Álbum internacional del año             | Nominado  | [ 261 ] |
| 2004 | Premios Juno            | «Fighter»                           | Vídeo del año                           | Ganador   | [ 261 ] |
| 2004 | Nordic Music Awards     | Christina Aguilera                  | Mejor artista femenina del año          | Nominado  | [ 262 ] |
| 2004 | MTV Video Music Awards  | «The Voice Within»                  | Mejor vídeo femenino                    | Nominado  | [ 46 ]  |
| 2004 | MTV Video Music Awards  | «The Voice Within»                  | Mejor cinematografía                    | Nominado  | [ 46 ]  |
| 2004 | MTV Video Music Awards  | «The Voice Within»                  | Elección de espectadores                | Nominado  | [ 46 ]  |
| 2004 | Premios MTV Asia        | Christina Aguilera                  | Artista femenina favorita               | Ganador   | [ 50 ]  |
| 2004 | ASCAP Pop Music Awards  | «Beautiful»                         | Canción más interpretada                | Ganador   | [ 263 ] |
| 2005 | ASCAP Pop Music Awards  | «Can't Hold Us Down» (con Lil' Kim) | Canción más interpretada                | Ganador   | [ 264 ] |

## Créditos y personal
| - Aguilera, Christina: Arreglos, composición, producción ejecutiva y voz principal. - Al, Axel: Bajo. - Anderson, Maxi: Coros y voz de fondo. - Ballard, Glen: Arreglos, composición, guitarra y producción. - Bilmar, Rich: Asistencia de mezcla. - Briggs, Freddy: Composición. - Brown, Alexandra: Voz de fondo. - Cameron, Jasper: Arreglos, composición y producción. - Campbell, Scott: Ingeniería. - Chamberlain, Matt: Batería. - Dawk, E.: Arreglos y producción. - Dawkins, Anson: Arreglos de coros. - Dixon, Darryl: Trompa. - Dodd, Richard: Violonchelo. - Douglas, Brian: Asistente de ingeniería. - Drummmer, Crystal: Voz de fondo. - Duffy, Uriah: Bajo. - Elizondo, Mike: Bajo. - Fair, Ron: A&R, arreglos de cuerda y producción ejecutiva. - Fishbein, Aaron: Guitarra y guitarra eléctrica. - Flores, Tony: Asistencia de mezcla. - Fox, Damon: Teclados. - Gardner, Brian: Masterización. - Gibson, Alex: Asistencia de ingeniería. - Goin, Jay: Asistencia de ingeniería. - Gold, Larry: Dirección de orquesta, y arreglos de cuerda. - Goux, John: Guitarra. - Grant, Gary: Trompa. - Guerrero, David: Ingeniería, asistencia de mezcla. - Haydn, Lili: Viola y violín. - Heiden, Jeri: Dirección de arte. - Hey, Jerry: Trompa. - Higgins, Dan: Trompa. - Hines, Charles: Voz de fondo. - Hoffman, Rob: Composición, ingeniería, guitarra, producción y programación. - Holley, Heather: Composición y producción. - Houff, Kameron: Batería. - Jackson, Rusell: Bajo. - John, Paul: Batería. - Kerber, Randy: Teclados. - Keys, Alicia: Arreglos, composición, instrumentación, piano, producción y voz de fondo. - Kilhoffer, Anthony: Asistencia de ingeniería. - King, Eric: Voz de fondo. - Kubiak, Stephanie: Asistencia de producción. | - Landau, Michael: Guitarra. - Lepley, Aaron: Asistencia de ingeniería. - Levine-Aller, Jolie: Coordinación de producción. - Lil' Kim: Artista invitada y voz secundaria. (pista №2) - Macleod, Brian: Batería. - Maserati, Tony: Mezcla. - Mateen, Tarus: Bajo. - Mokran, Peter: Mezcla. - Moore, Brian: Batería. - Morales, Steve: Arreglos, composición, producción y programación de batería. - Morris, Matt: Compositor. - Muhammad, Balewa: Arreglos, composición y producción. - Nakasako, Glen: Dirección de arte y diseño. - Navarro, Dave: Guitarra. - Pensado, Dave: Mezcla. - Perry, Linda: Arreglos de cuerda, bajo, composición, cuerda, guitarra ingeniería, instrumentación, programación de batería, piano y producción. - Phillinganes, Greg: Órgano Hammond y piano. - Questlove: Batería. - Ramirez, Oscar: Ingeniería. - Randall, Shanti: Viola. - Redman: Artista invitado y voz secundaria. (pista №16) - Reichenbach Jr., William: Trompa. - Rockwilder: Producción. - Ross, William: Arreglos de orquesta. - Serrano, Rafael: Asistencia de ingeniería. - Sickora, Jaime: Asistencia de mezcla. - Siegel, David: Composición y teclados. - Silas, Alfie: Voz de fondo. - Smith, Toya: Voz de fondo. - Stagnaro, Ramón: Guitarra acústica. - Stinson, Mike: Batería. - Stoner, Shane: Ingeniería. - Storch, Scott: Composición y producción. - Szymanski, Kevin: Asistencia de ingeniería. - Tominaga, JoaAnn: Contratista musical. - Turin, Miranda: Fotografía. - Vain, Davy: Asistencia de ingeniería y Pro Tools. - Warner, David: Guitarra eléctrica. - Watson, David: Trompa. - White, Arthur: Guitarra. - Whiting, Scott: Asistencia de ingeniería. - Waters, Maxine: Voz de fondo. - Willoughby, Ethan: Asistencia de ingeniería y asistencia de mezcla. - Zreik, Wassim: Ingeniería. |

Fuente: Notas de Allmusic y folleto de Stripped.